# Ruhland
Ruhland (sorbisk: Rólany) er en mindre by i sydlige del af den tyske delstat Brandenburg, beliggende vest for Hoyerswerda og øst for Elsterwerda. Den er administrationsby for Amt Ruhland.

## Geografi
Ruhland ligger omkring ti kilometer sydvest for Senftenberg og sydøst for Lauchhammer i Oberlausitz. Umiddelbart nord for byen begynder Niederlausitz, som afskilles af floden Schwarze Elster. Gennem byen løber Ruhlander Schwarzwasser. Ruhland ligger i området der kaldes Königsbrück-Ruhlander Heiden. Motorvejen A 13 går gennem kommunen.
Ruhland og Tettau er de eneste områder af Oberlausitz i delstaten Brandenburg.

### Inddeling
I Ruhland ligger landsbyen Arnsdorf og bebyggelserne Herschenzmühle, Kolonie Schönburgsau, Matzmühle, Neue Sorge og Waldesruh.